# Jerzy Słaboszowski
Jerzy Aleksander Słaboszowski (ur. 4 kwietnia 1932 w Krakowie, zm. 2 kwietnia 1981 w Gudnikach) – polski piłkarz, trener piłki nożnej, absolwent Akademii Wychowania Fizycznego w Warszawie.

## Kariera piłkarska
Karierę piłkarską rozpoczął w drużynie Piasta Cieszyn. Do pierwszej drużyny trafił jeszcze jako junior. Po rozpoczęciu studiów na krakowskiej Akademii Wychowania Fizycznego przeniósł się do zespołu miejscowej Cracovii, występującej wtedy w pierwszej lidze. Po ukończeniu nauki trafił do warszawskiej Legii, gdzie jego talent docenił selekcjoner Reprezentacji Polski Ryszard Koncewicz.

## Kariera trenerska
Po zakończeniu kariery piłkarskiej został trenerem. Swoją nową pracę rozpoczął od prowadzenia juniorskich reprezentacji Polski.
Z początkiem sezonu 1970/71 objął drugoligową Lechię Gdańsk, która chwilę wcześniej nie zdołała wywalczyć awansu do pierwszej ligi.
Na Wybrzeżu prowadził również drużynę Arki Gdynia, którą wprowadził w 1974 roku do pierwszej ligi.
W połowie lat 70. XX wieku został pierwszym polskim trenerem w Zjednoczonych Emiratach Arabskich oraz Libii. Z klubem Al Ahli Dubaj zdobył w 1976 roku Mistrzostwo Zjednoczonych Emiratów Arabskich.
Po powrocie do Polski został trenerem koordynatorem w PZPN.
Na początku 1980 roku pracował jako trener Stilonu Gorzów.
W lipcu 1980 został trenerem trzecioligowej Olimpii Elbląg. Nie było mu jednak dane prowadzić drużyny do końca rozgrywek. Pracę z Olimpią przerwała jego śmierć na początku 1981. Pochowany na cmentarzu katolickim w Sopocie (kwatera B4-2-11).

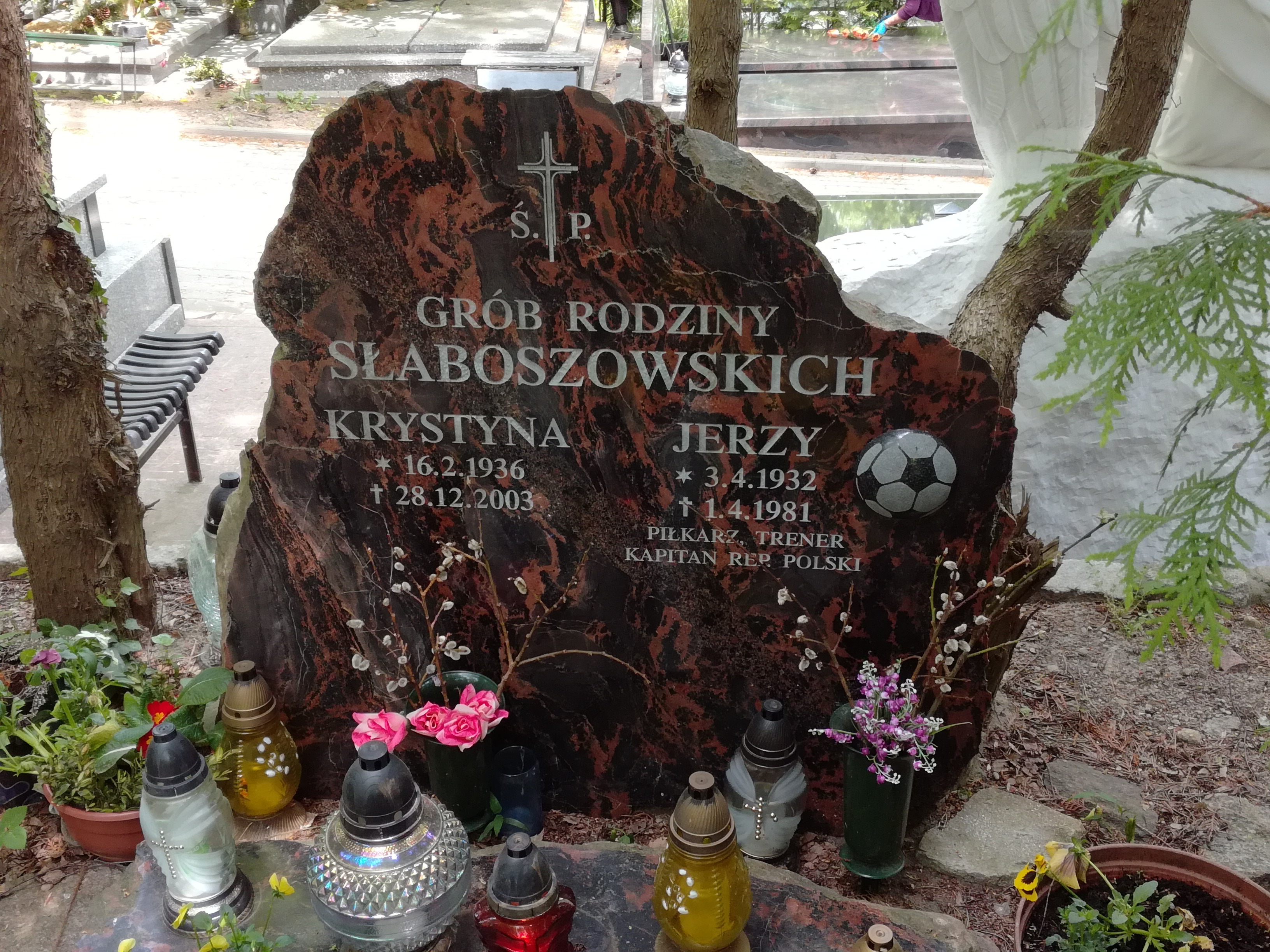
Grób Jerzego Słaboszowskiego na cmentarzu katolickim w Sopocie